# 朝倉景隆
朝倉 景隆（あさくら かげたか）は、戦国時代の武将。朝倉氏の家臣。越前国安居城主。

## 生涯
越前朝倉氏の家臣・朝倉景職の子として誕生。母は朝倉貞景の長女・北殿。朝倉義景の従兄弟にあたり、一族内での序列は高かった。
天文24年（1555年）9月の加賀一向一揆攻めの際、総大将の朝倉宗滴が病死すると、朝倉軍の軍権を委ねられて、翌年4月まで戦闘を継続する。この時、山崎吉家と協力して軍を動かしているが両名共に宗滴ほどの力量は無かったようで9月から10月にかけて粟津や安宅（石川県小松市）などを攻めて失敗。逆に翌年3月には加賀から越前に侵入されて越前の各地を焼かれ、最終的には4月21日に室町幕府の仲介で和睦して兵を退いて一乗谷に帰還している。
永禄7年（1564年）9月1日にも朝倉景鏡と共に総大将となって加賀に出陣した。武勇に長けていたといわれる。
元亀元年（1570年）頃、景隆の嫡男や舎弟などが1年のうちに3人死去し、続いて景隆も死去した。末子の景健のみ残ったと伝わる。

## 逸話
景隆は朝倉家の越前支配の正当化を示すためか、文明3年（1471年）に先祖の朝倉孝景が「慈照院殿様より（守護検断権付与の）御判を頂戴して越前を支配するようになった」と『大徳寺文書』に記している。